# Oiá

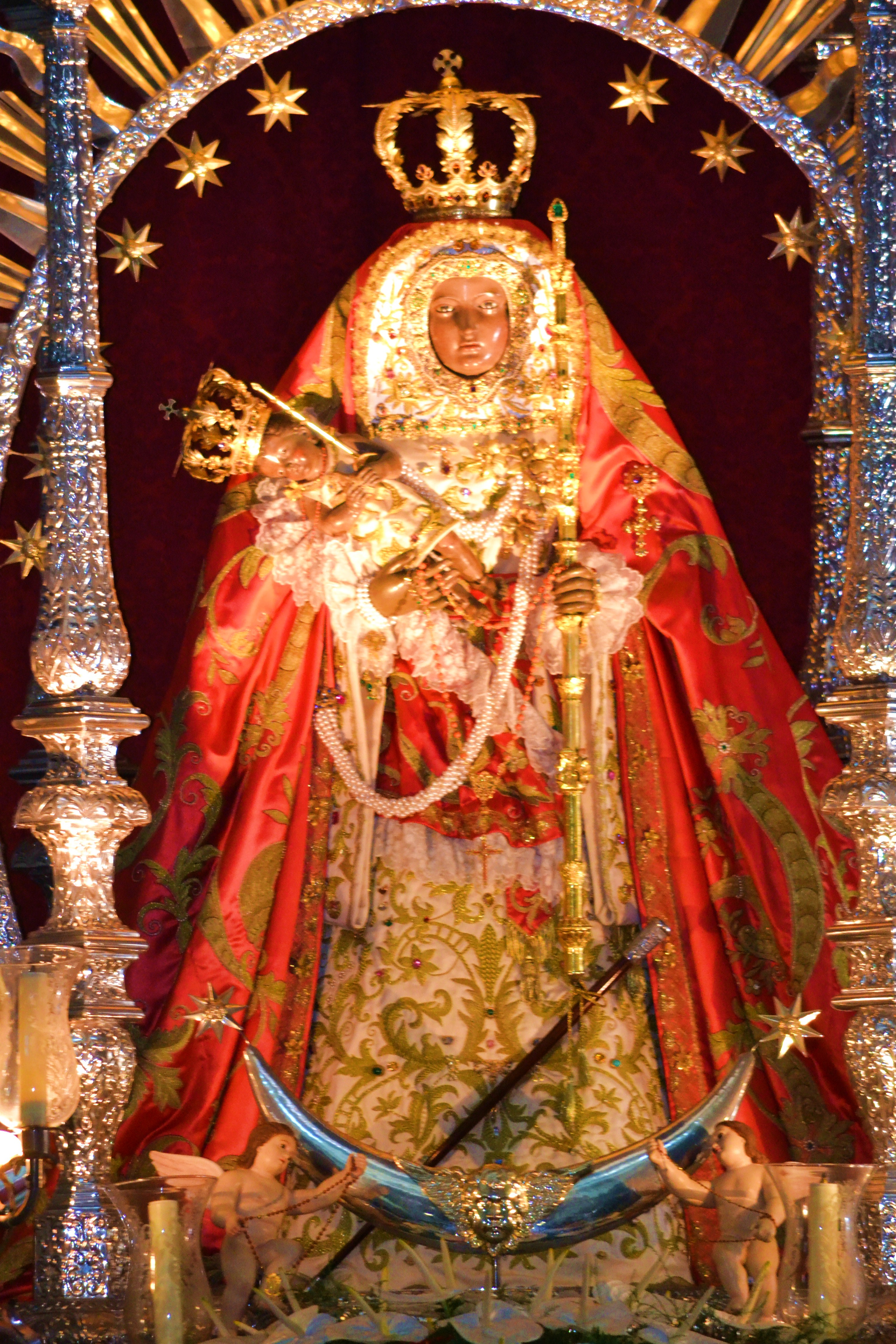
En la Santería, Oiá es comúnmente sincretizada con la Virgen de la Candelaria. En la imagen Virgen de Candelaria venerada en las Islas Canarias de la cual es patrona.

Oiá (Oya en portugués) es una de las deidades de la religión iorubá.
En la santería está sincretizada con la Virgen de la Candelaria o (especialmente en Matanzas) con santa Teresa de Ávila.
Oiá está muy relacionada con la divinidad de la muerte.
Propicia los temporales, los vientos fuertes o huracanados y las centellas.

## Leyenda de Oiá
Según los patakíes de Oiá, hace mucho tiempo vivían en una tribu tres hermanas: Iemaiá, Oshún y Oiá, hijas de Olofín, jefe de la tribu y dios.
Aunque las hermanas eran muy pobres, eran felices.
Iemaiá era la mayor y mantenía a sus dos hermanas pescando en el mar.
Oiá era la más pequeña y Oshún la cuidaba, mientras hacia esto también pescaba en el río y recogía piedras, las cuales vendían.
Muy grande era el amor entre las tres hermanas.
Un día la tribu fue invadida por tropas enemigas.
Oshún no pudo escuchar los gritos de Oiá, a la cual amarraba para que no se perdiera haciendo sus habituales travesuras ya que se encontraba sumergida en el río, ni tampoco la escuchó Iemaiá, la cual estaba muy alejada de la costa.
Así, los enemigos se llevaron a Oiá como cautiva.
Cuando Oshún descubrió la pérdida de su hermana querida, enferma de melancolía comenzó a consumirse lentamente.
Sin embargo, logró conocer cuanto pedían los enemigos por el rescate de Oiá y poco a poco comenzó a guardar monedas de cobre, hasta que tuvo el dinero suficiente para rescatar a Oiá.
El jefe de la tropa enemiga, quien estaba perdidamente enamorado de Oshún y que conocía la pobreza de esta, duplicó el precio del rescate mientras se hacían las negociaciones.
Oshún se arrodilló, lloró y suplicó, sin embargo el jefe le pidió su virginidad a cambio de la libertad de su hermana.
Por el amor que profesaba a Oiá, Oshún accedió.
Cuando regresó a la casa con Oiá, le contaron todo a Iemaiá, y la hermana mayor en reconocimiento al gesto generoso de Oshún y para que Oiá no olvidara jamás el sacrificio de su hermana, adornó la cabeza de esta y sus brazos con monedas de cobre.
Mientras Oiá estaba cautiva, su padre, el dios Olofin había repartido los bienes terrenales entre los habitantes de su tribu: a Iemaiá la hizo dueña absoluta de los mares, a Oshún, de los ríos; a Ogún, de los metales, y así sucesivamente.
Pero como Oiá no estaba presente, no le tocó nada.
Oshún imploró a su padre que no la omitiera de su representación terrenal.
Olofin, quedó pensativo al percatarse de la justeza de la petición y recordó que solo quedaba un lugar sin dueño: el cementerio.
Oiá aceptó gustosa, y así se convirtió en ama y señora del camposanto.
Es por esto que Oiá tiene herramientas de cobre para mostrar su eterno agradecimiento al sacrificio de Oshún y come a la orilla del río, como recuerdo de su niñez.

## Orisha
Oyá es una orishá y está muy relacionada con Ikú, la divinidad de la muerte.
Propicia los temporales, los vientos fuertes o huracanados y las centellas.
Simboliza el carácter violento e impetuoso.
Vive en la puerta de los cementerios.
Representa la intensidad de los sentimientos lúgubres, el mundo de los muertos.
En la naturaleza está simbolizada por la centella.
Junto con Eleguá, orumila y Obatalá domina los cuatro vientos.
Además se le considera la guerrera entre los orishás además de Elegua, Ogún y Oshosi.
Se le llama con el sonido de la vaina de flamboyán.
Representa la reencarnación de los antepasados, la falta de memoria y el sentimiento de pesar en la mujer.
Es además la Orishá del río Níger, antiguamente llamado Oiá, por sus 9 afluentes, nacida en Ira.
Oiá es una de las llamadas orishás muerteras junto a sus hermanas Obá y eleguá.
Oyá ejerce un poder especial sobre los muertos
es, por ser esta madre de 9 de ellos.
Amante de la guerra combatía junto a Ogún y Shangó en las campañas que estos realizaban.
Acompañó a Shangó cuando éste dejó Òyó y fue nombrada reina de Kosso por éste.
Su culto es de territorio tapa, kosso y oió.
Su nombre proviene del yorubá oiá (oló: ‘dueña’; oiá: ‘oscuridad’).
También es conocida como yansa del yorubá iyansá (iyá: ‘madre’, omó: ‘hijos’, mesá: ‘nueve’).
Los hijos de yemaya y Shangó no la reciben durante el sodo orishá. Cuando ella se asienta como orishá tutelar, sus hijos deben recibir a yemaya con un ritual especial.
Lleva 9 otá marrones o carmelitas, que se recogen en el río.
Su número es el 9 (y sus múltiplos).
Debido a un fenómeno de sincretismo religioso, se la compara con la Virgen de la Candelaria, Patrona de Canarias y con Santa Teresa (2 de febrero).
Su color es el rojo vino, marrón o carmelito y otros nueve colores, excepto el negro.

## Saludo
Se la saluda:
¡Epaieio!
¡Jekua Jey Yansá!
Dilogún en Oiá:
Habla en el dilogún por Osá (9).

## Herramientas de Oiá
Su receptáculo en una vasija de barro con tapa o una sopera de loza color carmelito o de varios colores.
Normalmente vive seca, en algunos casos en agua de río y en otros solo se le rocía un poco de agua de río a sus otá.
Sus atributos son:
- 9 adanes (manillas) de cobre
- vainas de flamboyán
- irukes (rabos de caballo)
- una mano de caracoles
- herramientas de trabajo y de guerra
- espadas
- escudos
- esclavas
- espadas rayo
- corona
- pañuelos de 9 colores diferentes excepto el negro
- guataca
- pico
- acofá
- rayo
- guadaña
- palo
- azadón
- rastrillo
- hacha
- sable, etc.

Sus elekes son de 1 cuenta carmelita con rayas blancas y negras por cada 9 carmelitas, en algunas casa de oshá los confeccionan de cuentas color lila con rayas amarillas o alternando 9 cuentas blancas y 9 negras.

## Objetos de poder de Oiá
- Una herramienta hecha con crin negra de cola de caballo, llamado iruke.
- Nueve brazaletes de cobre.

## Trajes de Oiá
Oiá viste con un vestido color vino y una saya con 9 franjas de diferentes colores.
También puede vestirse con un vestido de fibra seca de la parte superior de la palma real, llamado iagua.
Cintas de nueve colores cubren su cabeza.
La bandera, las sayas y los paños de Oiá llevan una combinación de todos los colores, excepto el negro.

## Bailes de Oiá
Cuando Oiá baila, menea su iruke (herramienta de crin de caballo) para limpiar las malas influencias del aire.
Su baile es muy frenético y muy rápido.
Es delirante, una bacanal.
A veces carga con una antorcha encendida en su mano derecha, haciendo fieros círculos mientras gira hacia la izquierda
Para coronar este Oshá, el iniciado debe haber recibido antes a los orishás guerreros.
Luego, durante la coronación, se deben recibir los siguientes oshás y orishás:
- Eleguá
- Ogún
- Oshosi
- Obatalá
- Oke
- Iemaiá
- Shangó
- Ogué
- Oshún y
- Oiá.

## Caminos de Oiá
Sus caminos son:
- Oiá Yansa Bí Funkó
- Oiá Dumí
- Oiá De
- Oiá Bumí
- Oiá Bomi
- Oiá Nira
- Oiá Igbalé
- Oiá Niké
- Oiá Tolá
- Oiá Dirá
- Oiá Funké
- Oiá Iya Efon
- Oiá Afefere
- Oiá Yansá Mimú
- Oiá Obinídodo
- Oiá Yansa Duma
- Oiá Yansa Doco
- Oiá Tombowa
- Oiá Ayawá
- Oiá Tapa
- Oiá Tomboro
- Oiá Yansa Odó
- Oiá Yansá Orirí

## Familia
Hija de Obatalá y Iembó, esposa de Ogún y Shangó.
Besó por primera vez a su compañero Babalú ayé, también hermana de Aiaó, que es virgen y no se asienta.

## Ofrendas
Se le ofrendan frutas de colores ocres, fundamentalmente:
- arroz blanco con berenjena
- batata
- berenjena
- bollos de frijoles de carita
- coco, etc.
- maíz tostado
- manteca de cacao
- manteca de corojo
- plátano indio
- uvas

Se le inmolan:
- chivas
- gallinas
- gallinas de guinea o
- palomas.

Sus ewé son:
- alcanfor
- artemisa
- caimitillo
- cambia voz
- chirimoya
- coralillo morado
- cordobán
- croto
- curujey
- espanta muerto
- flamboyán
- flor de cementerio
- fruta bomba
- geranio
- granada
- llantén
- mar pacífico
- maravilla
- meloncillo
- mil flores
- pepino cimarrón
- verbena
- vergonzosa
- yuca, etc.

## Características de las personas omo oiá
Las personas omo oiá son reservadas, de carácter tranquilo como una brisa, pero cuando se enojan son una tempestad.
Son como el viento, no les gusta estar encerrados en un lugar, lo cotidiano y monótono los cansan con facilidad.
En algunos casos son extremadamente fieles, pero en otros son dados a las aventuras extraconyugales.
En todos los casos son muy celosas.

## Libros
- Charles Spencer King (Traducido por Gabriel Ernesto Arévalo Luna), IFA Y Los Orishas: La religión Antigua De La Naturaleza. ISBN 1-46102-898-1

- Datos: Q2004715
- Multimedia: Oyá / Q2004715